# Осми върховен състав на Народния съд
Осмият състав на Народния съд в София е проведен с цел да осъди полицейски началници и инспектори от Софийското областно и околийско управление, лица от жандармерията, полицията и войската, полицейски агенти, шпиони и доносници, разузнавачи, доброволни и платени секретни сътрудници на полицията и армията, полицаи и стражари, кметове, кметски заместници и др. за престъпления по извършване на наказателни акции и убийства на партизани и ятаци, палежи на къщи, арести и инквизиции в Софийска област – Новоселска, Радомирска, Трънска, Пирдопска, Ботевградска, Самоковска и др. околии.

## Състав

### Председател
- Йордан Левков

### Членове
- Георги Ангелов Джефалийски
- Маргарита Лука Кунина
- Яни Цанев
- Стоян Белев Митов
- (Любомир Т. Здравков)

### Народни обвинители
- Никола Хр. Пеев
- Стефан Георгиев
- Иван Янакиев Гюров
- Васил Василев

## Подсъдими
Подсъдимите в този състав възлизат на 111 души. От един Указ на Народното събрание ст 1956 г. става ясно, че съществува още един подсъдим в Осми състав, за когото липсват други сведения. Така общият брой на подсъдимите възлиза на 112 души. Още на първите заседания на съда двама души (Димитър Георгиев Димитров от
София и Григор Илиев Зарков) са освободени от отговорност и привлечени в качеството на свидетели, а на други шест души делата в Осми състав на Народния съд в София са прекратени и прехвърлени в други състави на Народния съд. С това реално съдените от този състав остават 104 души. По неизвестни причини в мотивите на присъдата липсват имената на двама подсъдими.
- Александър (Сашо) Михайлов Атанасов
- Александър Георгиев Гаджев
- Александър Христов Енев
- Ангел Костов Грънчаров
- Ангел Димитров Младенов
- Ангел Стоянов Величков
- Андрей Алексиев Георгиев
- Андрей Стаменов Нинов
- Асен Христов Караджинов
- Асен Алексиев Коцев
- Атанас Найденов Радулов
- Бончо Желязков Икономов
- Борис Ангелов Павлов
- Борис Иванов Димитров
- Борис Митов Петров
- Васил Маринов Бизовски
- Васил Маринов Нитов
- Велин Попмихайлов Иванов
- Велко Стратиев Георгиев
- Веселин Спасов Стамболов
- Георги Ангелков Павлов
- Георги Василев Чупетловски
- Георги Вутов Николов
- Георги Николов Антов
- подпоручик Георги Николов Кодов
- Георги Петров Христов
- Георги Станков Риджов
- Георги Цвятков Иванов
- Григор Илиев Зарков
- Делчо Стоянов Събев
- Димитър Атанасов Вълчев
- Димитър Георгиев Димитров (София)
- Димитър Георгиев Димитров (с. Равнище)
- Димитър Георгиев Ранков
- Димитър Данчев Диков
- Димитър Захариев Божилов
- Димитър Иванов Спасов
- Димитър Костов Моцев
- Димитър Стоянов Попов
- Димитър Тодоров Ганчев
- Ефтим Лозанов Зарков
- Желязко Минев Стоянов
- Иван Георгиев Дърнов
- Иван Г. Сотиров
- Иван Захариев Дойчев
- Иван Лазаров Кисов
- подпоручик Иван Николов х.Георгиев
- Иван Николов Димитров
- Иван Рангелов Миленков (Авката)
- Илия Димитров Андреев
- Илия Димитров Цинцарски
- Илия Иванов Николов (Лягата)
- Колю Тодоров Колев
- Костадин Димитров Катев
- Крум Ангелов Ганев
- Любомир Крумов Найденов
- Марин Петров Марков
- Марко Пенев Марчев
- Методи Йорданов Васев
- Михаил Василев Пешев
- Найден Маринов Найденов
- Нако Василев Наков
- Недю Цветанов Недев
- Никола Димитров Димитров
- Никола Иванов Тракиев
- Никола Колев Паралингов
- Никола Лозев Михайлов
- Никола Николов Ангелов
- Никола Тодоров Капзамалов
- Никола Стоянов Джорев
- Нягул Григоров Илиев
- Павел Атанасов Чернев
- Пано Маринов Христов
- Пантелей Иванов Пенев
- Панчо Тушев Танкин
- Петко Василев Павлов
- Петко Стефанов Кюстебеков
- Петър Арсов Михайлов
- Петър Зарев Станков
- Петър Велков Калчев
- Радко Киров Радков
- Рубен Николов Аракелов
- Свилен Василев Величков
- свещеник Серафим Димитров Велчев
- Симеон Иванов Събков
- Симеон Костов Симеонов
- Сотир Димитров Сотиров
- Спас Илков Стойков
- Ставро Колев Вутов
- Станимир Накев Тренев
- Станко Стоилов Недев
- Стефан Иванов Милев
- Стефан Янчев Терзийски
- Стоилко Малинов Пешев
- Стоян Георгиев Дашин
- Стоян Димитров Иванов
- Стоян Трендафилов Стоянов
- Тано Цветанов Здравков
- Тодор Иванов Айтов
- Тодор Иванов Якимов
- Тодор Киров Димчев
- Тодор Христов Върбанов
- Тотю Вутов Цолов
- Христо Андонов Кузманов
- Христо Илиев Ковачев
- Христо Николов Христов
- Христо Стойчев Иванов
- Цанко Тодоров Енчев
- Ценко Стоилов Ценев
- Цветан Панайотов Пашев
- Чавдар Първанов Стоянов
- Атанас Иванов Каменов